# 4754 Panthoos
4754 Panthoos је Јупитеров тројански астероид. Приближан пречник астероида је 53,15 ,
а средња удаљеност астероида од Сунца износи 5,213 астрономских јединица (АЈ).
Инклинација (нагиб) орбите у односу на раван еклиптике је 12,338 степени, а орбитални период износи 4347,943 дана (11,904 годину). Ексцентрицитет орбите астероида износи 0,009.
Апсолутна магнитуда астероида износи 10,10 а геометријски албедо 0,057.
Астероид је откривен 16. октобра 1977. године.